# Palacio de Hisham
El Palacio de Hisham (en árabe: خربة المفجر‎, Ḫirbat al-Mafjar, que se traduce literalmente como "El lugar donde el agua brota de la tierra"), y localmente conocido como Qasr Hisham (en árabe قصر هشام, Qasr Hisham, literalmente "Palacio de Hisham"), es el nombre actual de las ruinas de un palacio omeya. Se encuentra a orillas del Wadi Nuwayima, en Khirbat al-Mafjar, a 5 km al norte de Jericó, en Palestina. Antes de convertirse en palacio fue una villa amurallada que gozaba de un complejo sistema de riego del período romano, aprovechando tres fuentes (Ayn al-Sultan, Ayn al-Nuwayima y Ain al-Duyuk).
Se cree que fue construido hacia 743-744 por el futuro califa Walid II al final del reinado de Hisham ibn Abd al-Malik (723-743), inspirado en los baños romanos, con exquisitos mosaicos y decoración en estuco. El complejo incluye el propio palacio, el patio, la casa de baños, la mezquita, una fuente con jardines y un recinto de 60 hectáreas con plantas, animales, mosaicos y elaboradas decoraciones. El palacio mismo es un gran edificio cuadrado con entrada monumental y habitaciones en dos plantas, en torno a un gran patio porticado. La sala de baño servía también de sala de audiencias y sala de banquetes.

## Historia del yacimiento arqueológico

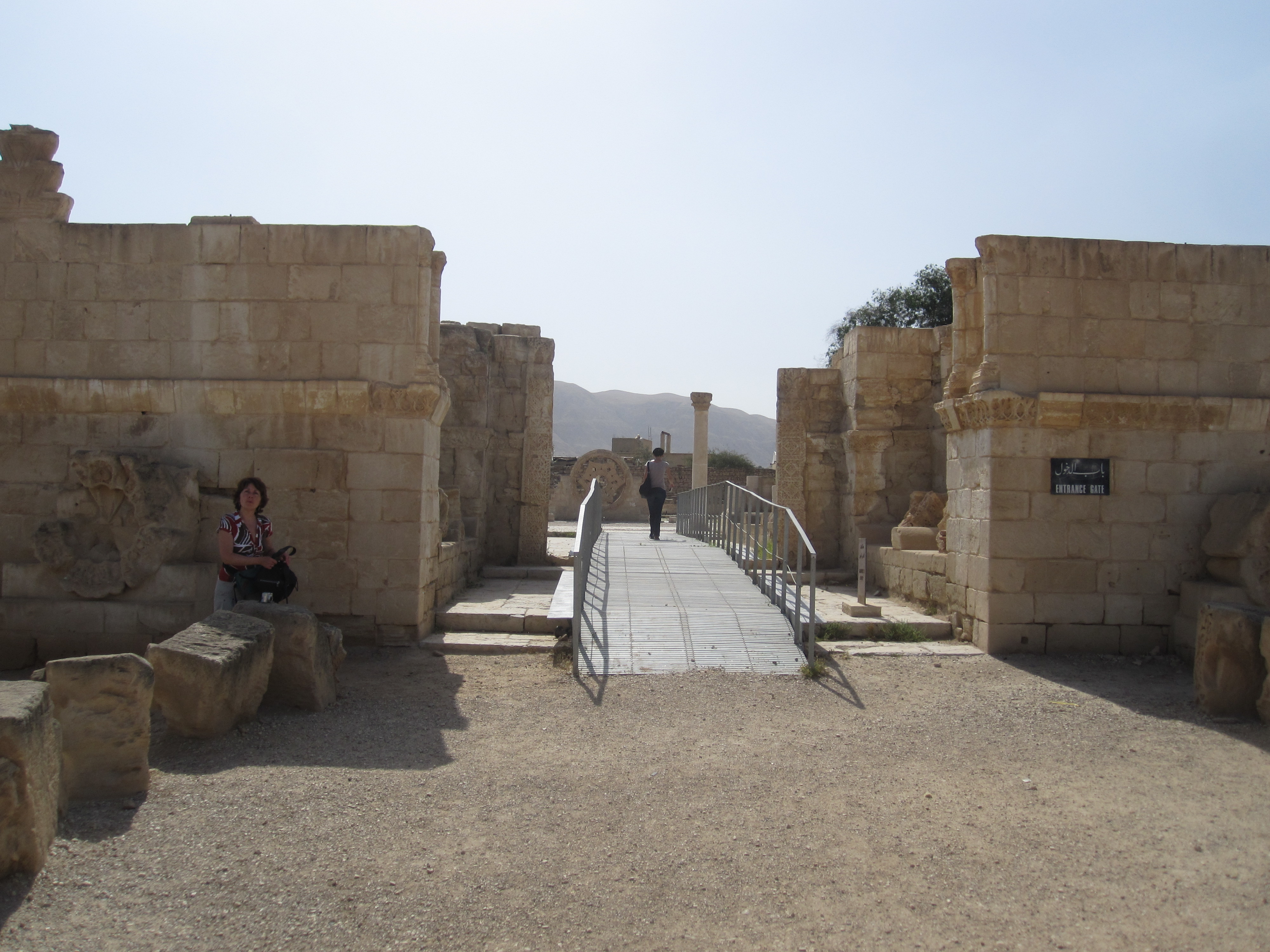
Pasarela a través de las ruinas del palacio

El yacimiento se descubrió en 1873. F.J.Bliss tomó apuntes de la zona norte del yacimiento, pero no la excavó, y la principal fuente de información arqueológica deriva de las excavaciones del arqueólogo palestino D.C. Baramki entre los años 1934 y 1948. En 1959, un compañero de Baramki, el administrador colonial del Mandato Británico Robert W. Hamilton, publicó el principal trabajo sobre el Palacio de Hisham: Khirbat al-Mafjar: Una Mansión Árabe en el Valle del Jordán. Desafortunadamente, el trabajo arqueológico de Baramki no se reflejó en este libro, que por lo tanto tiene solamente un enfoque relacionado con la historia del arte. La investigación de Baramki sobre los aspectos arqueológicos del yacimiento, especialmente los relacionados con la cerámica, se publicó en diversos informes y artículos preliminares de la publicación trimestral de la Oficina Palestina de Antigüedades. Muchos de los hallazgos de las excavaciones de Baramki y Hamilton, en particular las esculturas y estatuillas humanas, inusuales en el arte islámico, se encuentran ahora en el Museo Rockefeller de Jerusalén.
En 2006 se desarrollaron nuevas excavaciones bajo la dirección del Dr. Hamdan Taha, del Ministerio de Turismo y Antigüedades de la Autoridad Nacional Palestina. A día de hoy, se está desarrollando una investigación adicional por parte del Proyecto Mafjar de Jericó, en colaboración con arqueólogos de la Universidad de Chicago. 
En 2015 se firmó un acuerdo entre el Ministerio de Turismo y Antigüedades palestino y la Agencia de Cooperación Internacional de Japón que permitió la excavación, restauración y exposición de los 825 metros cuadrados del mosaico del palacio, uno de los más grandes del mundo. Para protegerlo del clima muy seco y cálido, se construyó una cúpula que recubre una planta de basílica que contenía una piscina y lujosos baños de inspiración romana bizantina, al lado de una amplia sala de recepciones y banquetes. Abierta al público en noviembre de 2021, está equipada con pasarelas elevadas y miradores que permiten a los visitantes contemplar el mosáico sin dañarlo.

## Contexto histórico

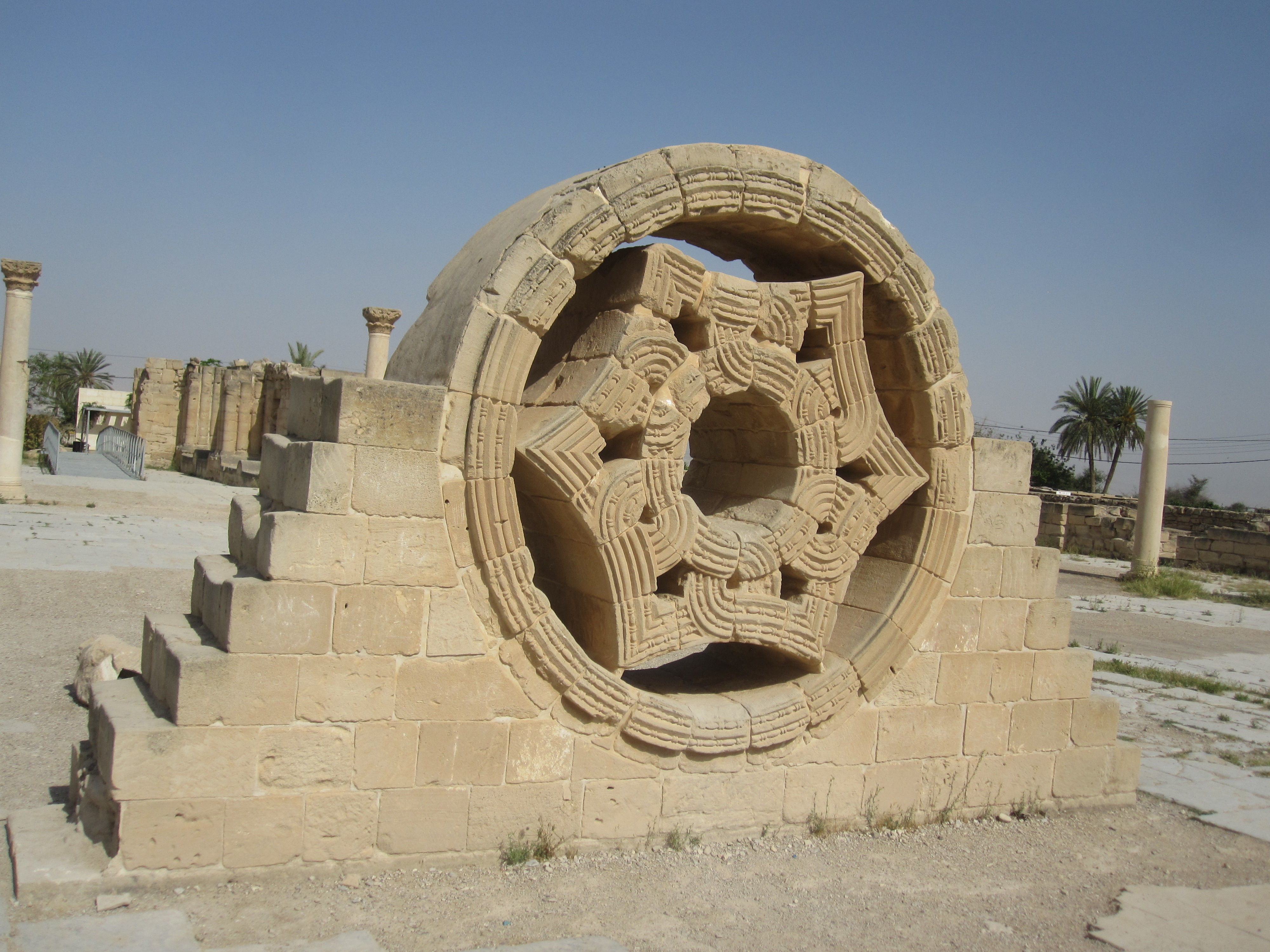
Ventana del Palacio de Hisham

Es difícil establecer con seguridad un contexto histórico para el Palacio de Hisham. No hay referencias textuales en el yacimiento, por lo que las excavaciones arqueológicas son la única fuente de información histórica disponible. En el curso de las excavaciones de Baramki se encontró un ostracon con el nombre inscrito de Hisham, lo que se tomó como una prueba de que la construcción del palacio dataría del reinado del califa Hisham ibn Abd al-Malik. Como consecuencia, Robert Hamilton razonó que el palacio funcionó como residencia de Walid II, un sobrino de Hisham que se hizo famoso por su estilo de vida extravagante. Desde un punto de vista arqueológico, parece seguro que el palacio es producto de la arquitectura de la dinastía omeya de la primera mitad del siglo VIII, aunque los detalles concretos sobre sus inquilinos y su uso siguen sin estar claros.
Como yacimiento arqueológico, el Palacio de Hisham pertenece a la categoría de Castillos del Desierto, una serie de monumentos que datan del periodo omeya y que se encuentran en Siria, Jordania, Israel y Palestina. Aunque distan mucho unos de otros en términos de tamaño, ubicación y función, todos ellos pueden establecer un nexo con diversos personajes de la familia dominante de los Omeyas. Algunos de los castillos del desierto, como por ejemplo Qasr al-Hallabat o Qasr Burqu, suponen la ocupación islámica de estructuras previas de origen romano o gasánida. Otros castillos, como Qastal, Qasr Al Azraq o al-Muwaqqar, están conectados a las rutas comerciales y a escasos recursos acuíferos. Con pocas excepciones, el patrón básico de los castillos del desierto suele ser el de un palacio cuadrado parecido a los fuertes romanos, unos baños, un embalse o una presa y, a menudo, un cercado agrícola. Existen varias interpretaciones de los castillos del desierto, aunque parece poco probable que una sola teoría pueda explicar la gran diversidad observada en sus registros arqueológicos.
Aunque tradicionalmente se pensaba que el palacio había sido abandonado tras el terremoto del año 747/8, el detallado análisis de Baramki muestra que dicha creencia es incorrecta. El análisis de la cerámica indica que su uso continuó durante el periodo ayubí, con una fase de especial relevancia entre los años 900 y 1000. Se espera que excavaciones futuras ayuden a formar una idea más detallada del uso continuado del palacio a lo largo de diversos periodos históricos.

## Arquitectura

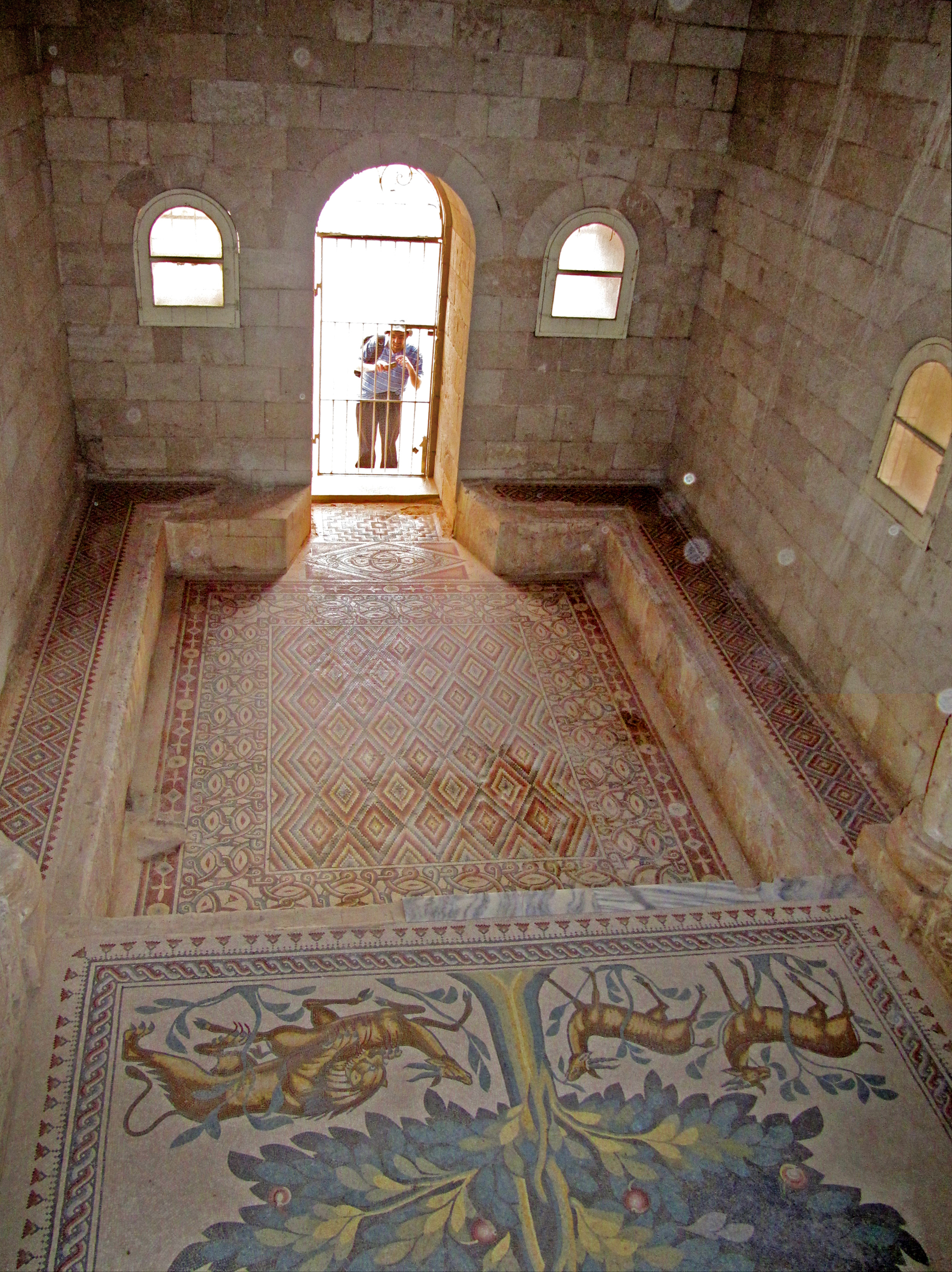
Mosaico del árbol de la vida

El mayor edificio del complejo es el palacio, una edificación casi cuadrada con torres redondas en las esquinas. En su origen tenía dos plantas y se accedía a él por una gran puerta en el centro de la pared oriental. Las salas interiores estaban alineadas alrededor de un pórtico central pavimentado que contenía un sótano o sirdab, necesario para proporcionar algo de protección contra el calor. La sala que daba hacia el sur del pórtico era una mezquita con un mihrab construido en el muro exterior. Al este de la entrada del palacio había un pabellón y una fuente. Otra mezquita aún más grande estaba situada al noreste de la entrada del palacio. 

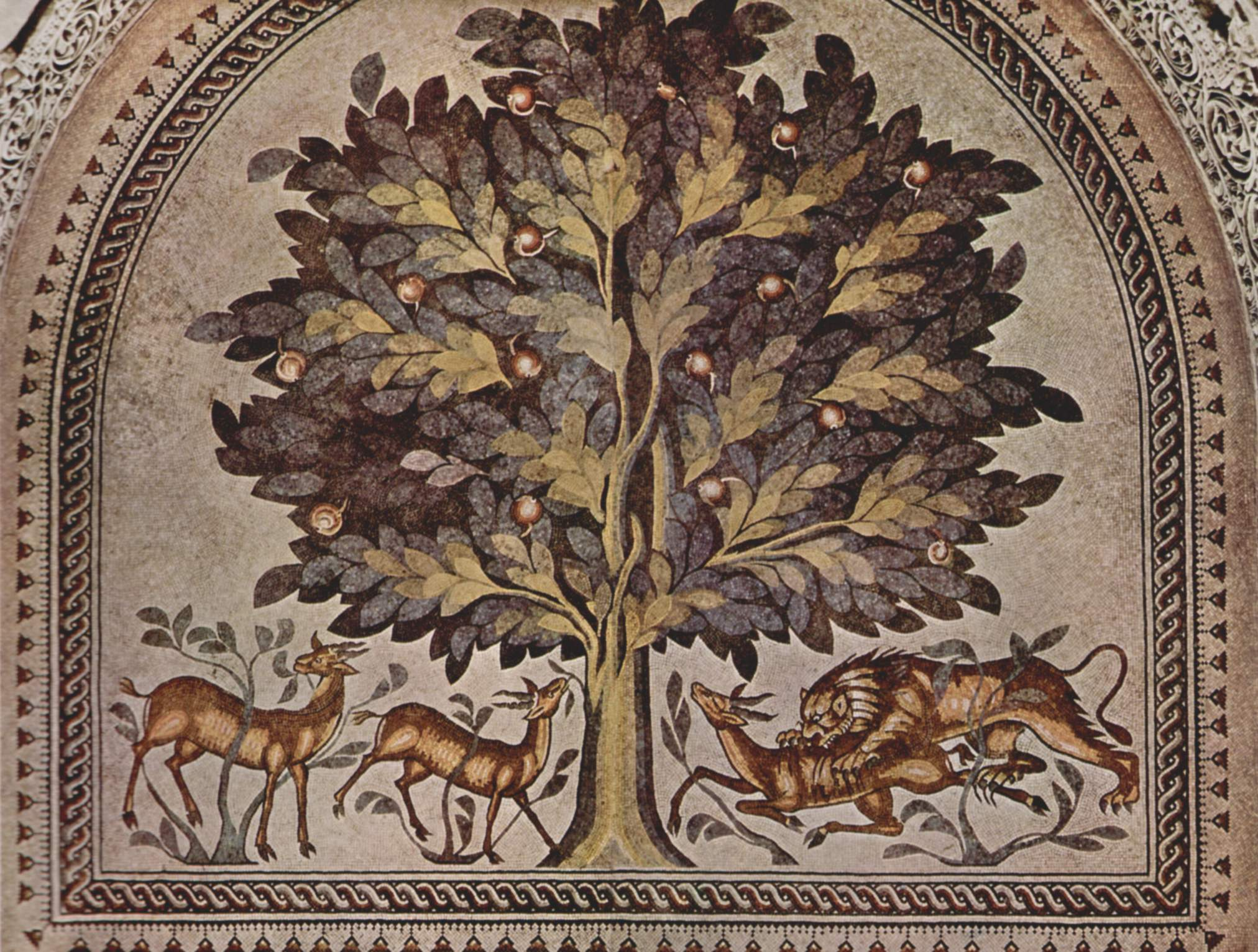
Imagen completa del mosaico del "árbol de la vida" en la sala de baños

El complejo dedicado a los baños se encuentra al norte del palacio, separado de este por un solar. Esta estructura independiente tiene aproximadamente 30 metros cuadrados de superficie y tres de sus cuatro lados incorporan exedras redondas que se proyectan hacia la parte exterior del edificio. La cara oriental de los baños tenía una entrada ornamentada en el centro, flanqueada también por exedras. En el interior había una sala principal cuadrada con una piscina. Todo el suelo del edificio de los baños estaba cubierto por un espectacular mosaico. Desde la esquina noroeste se accedía a una sala especial de recepción o diwan, cuyo suelo estaba cubierto por el famoso mosaico del “árbol de la vida”, que representaba a leones y gacelas a los pies de un árbol. Las salas dedicadas al baño propiamente dicho estaban pegadas al muro norte del complejo y se calentaban desde debajo del suelo con hipocaustos.
Hay un muro que abarca el palacio, los baños y la mezquita exterior. Baramki descubrió en sus excavaciones la puerta sur del muro, pero el reciente descubrimiento de la puerta norte, perfectamente alineada con la primera, indica que todo el Palacio de Hisham se concibió para ser construido de una sola vez como una unidad completa.
Hacia el norte de los baños se encuentran las ruinas de una gran estructura cuadrada que ha pasado por muchas fases de reconstrucción y reutilización. Aunque inicialmente se asumió que esta parte del palacio era un khan o un caravasar, recientes excavaciones parecen indicar que la parte norte del complejo tuvo una función agrícola durante los periodos omeya y abasí. 

## Decoración

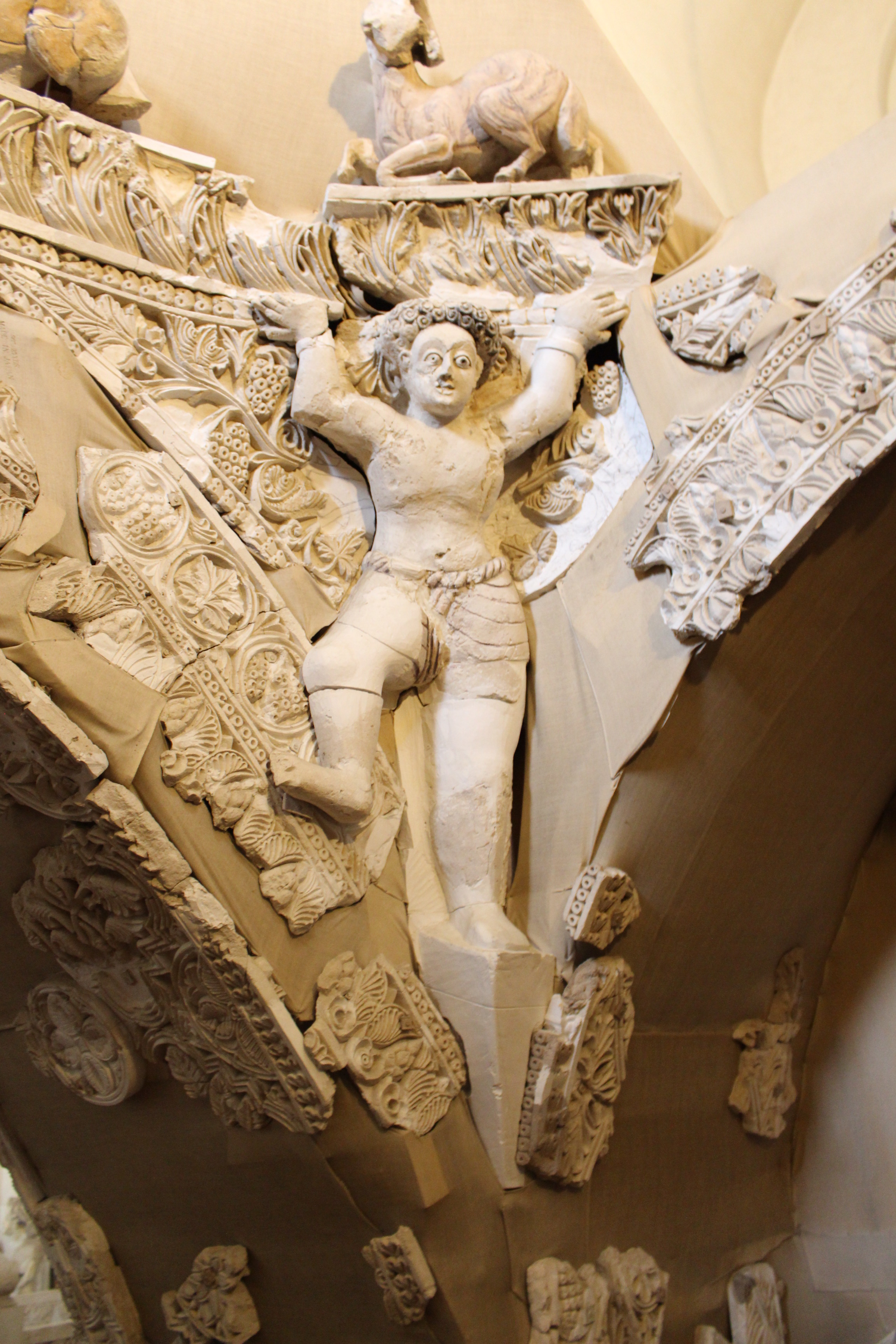
Tallas del Palacio de Hisham

Los elementos ornamentales del Palacio de Hisham se encuentran entre las mejores representaciones del arte del periodo omeya y están bien documentadas en los trabajos de Robert Hamilton. El elemento artístico más famoso del yacimiento es el mosaico del "árbol de la vida" en el diwan de la sala de baños, aunque el mosaico del suelo de la sala principal de ese mismo edificio no es menos imponente. Todos los mosaicos del Palacio de Hisham son de una calidad extrema y representan una amplia variedad de figuras, motivos y colores.
El estuco encontrado en el yacimiento también es de una calidad excepcional. Cabe reseñar también la estatua que representa a una figura masculina con una espada, a menudo asociada con el califa, que solía estar en un nicho sobre la entrada del edificio de los baños. Más estatuas de hombres y mujeres de estuco, algunas de ellas semidesnudas, adornaban este edificio. Los patrones geométricos y vegetales también son bastante comunes.
Aunque Hamilton describió las tallas del Palacio de Hisham como poco profesionales y caóticas, muchos historiadores del arte han encontrado con posterioridad similitudes entre estas y diversos motivos iraníes. Hana Taragan afirma que los motivos del yacimiento son ejemplos levantinos de un lenguaje visual del poder islámico que se fusionan con influencias sasánidas en Irak. Priscilla Soucek ha llamado la atención sobre las representaciones del mito islámico de Salomón.

## Mantenimiento y visitas
El Palacio de Hisham es el monumento islámico más importante de Palestina desde un punto de vista arqueológico y recibe numerosas visitas tanto de turistas como de los propios palestinos. Según las cifras del Ministerio de Turismo y Antigüedades de Palestina, 43.455 personas lo visitaron en 2010. El yacimiento es un destino frecuente para escolares palestinos y suele ser la primera parada de los turistas extranjeros que entran en Palestina por el Puente Allenby. Diversos dignatarios extranjeros han visitado recientemente el yacimiento, que también ha sido escenario de una producción de la obra Ricardo II de Shakespeare.
Según el Global Heritage Fund (GHF), el rápido crecimiento urbanístico de Jericó y la expansión agrícola de la zona están limitando el acceso de los arqueólogos al yacimiento, del que gran parte sigue todavía sin excavar. Los intentos de restaurar y proteger las estructuras más importantes se han visto entorpecidos por la falta de recursos económicos. En un artículo de 2010 titulado Salvar Nuestro Patrimonio Agonizante, el GHF identificó el Palacio de Hisham como uno de los 12 monumentos a nivel mundial más "al borde" de una pérdida y destrucción irreparable. 

## Miscelánea
La editorial de guías de viajes Lonely Planet tomó una fotografía del Palacio de Hisham como imagen de portada de su guía para Israel y los Territorios Palestinos.

## Galería

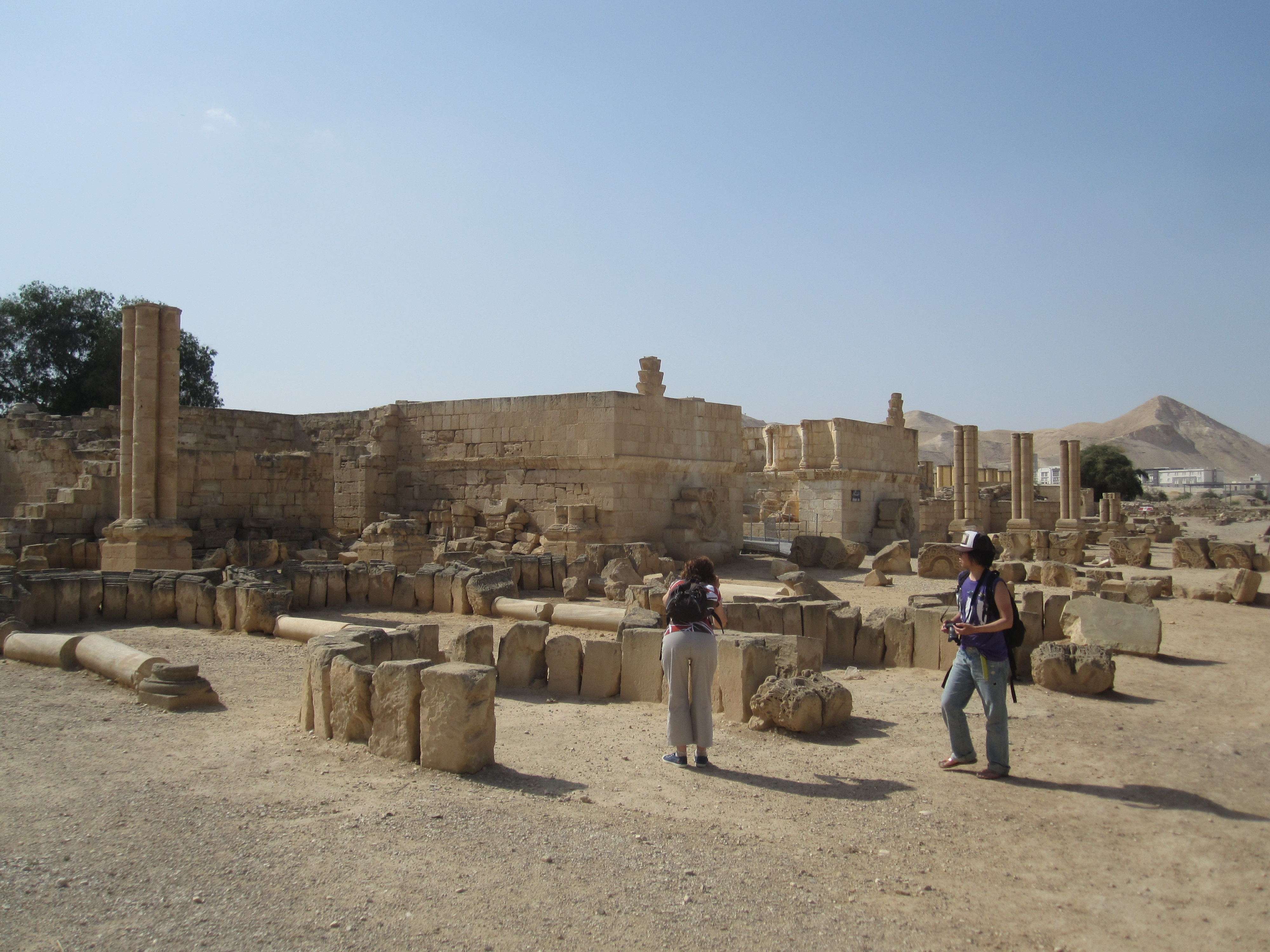
Vista exterior del palacio
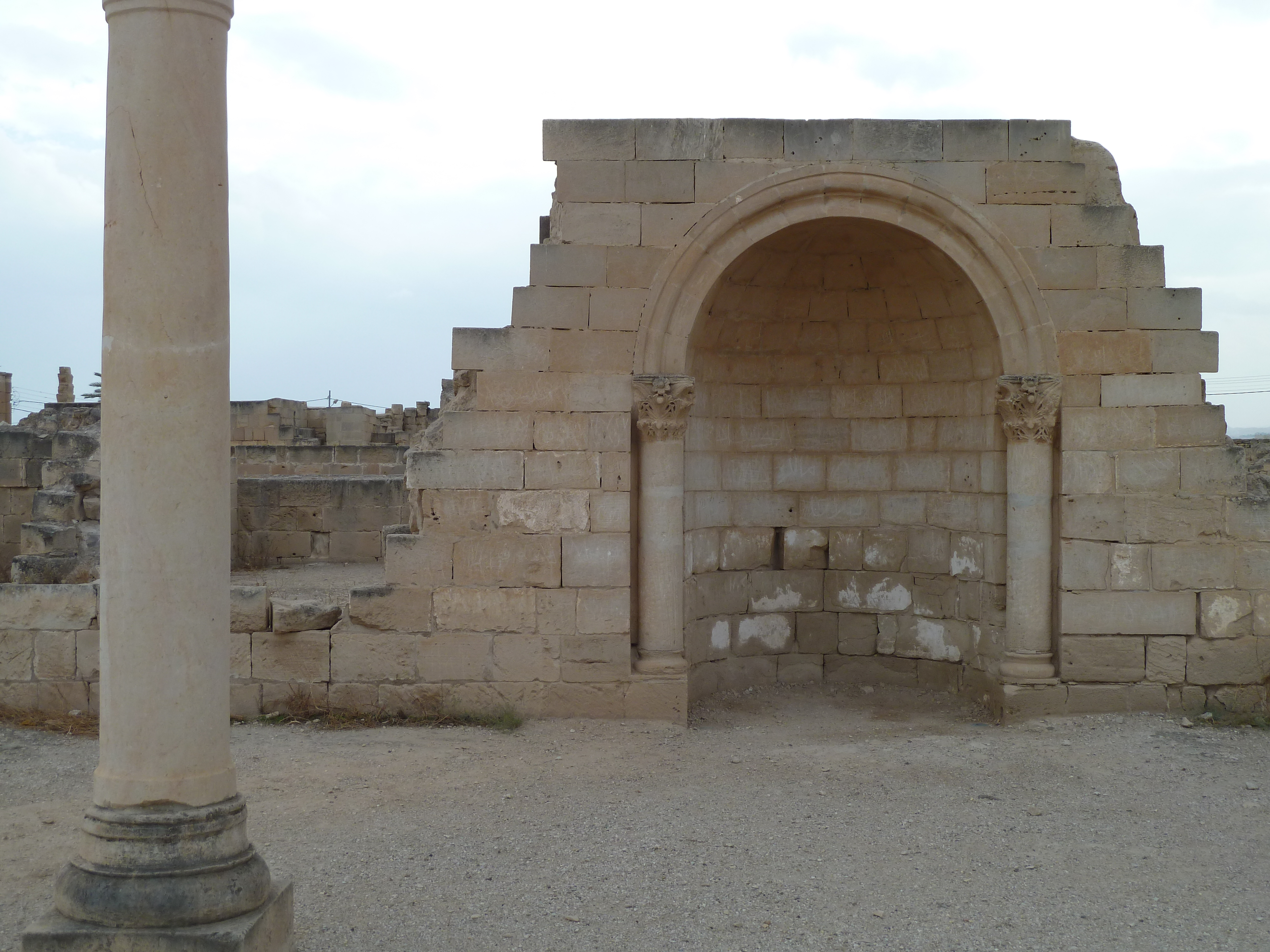
Detalle del palacio
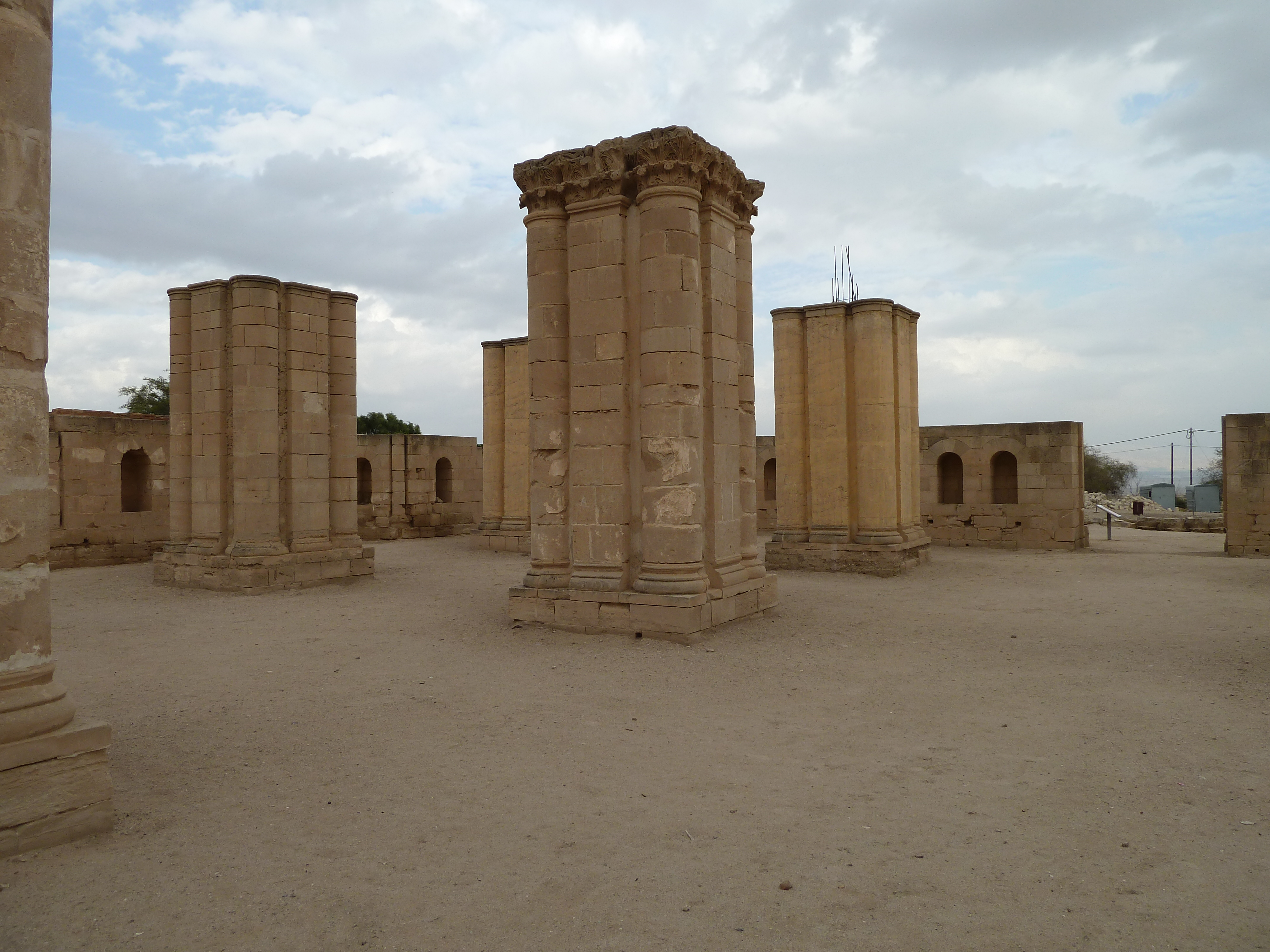
Serie de columnas en el interior del palacio
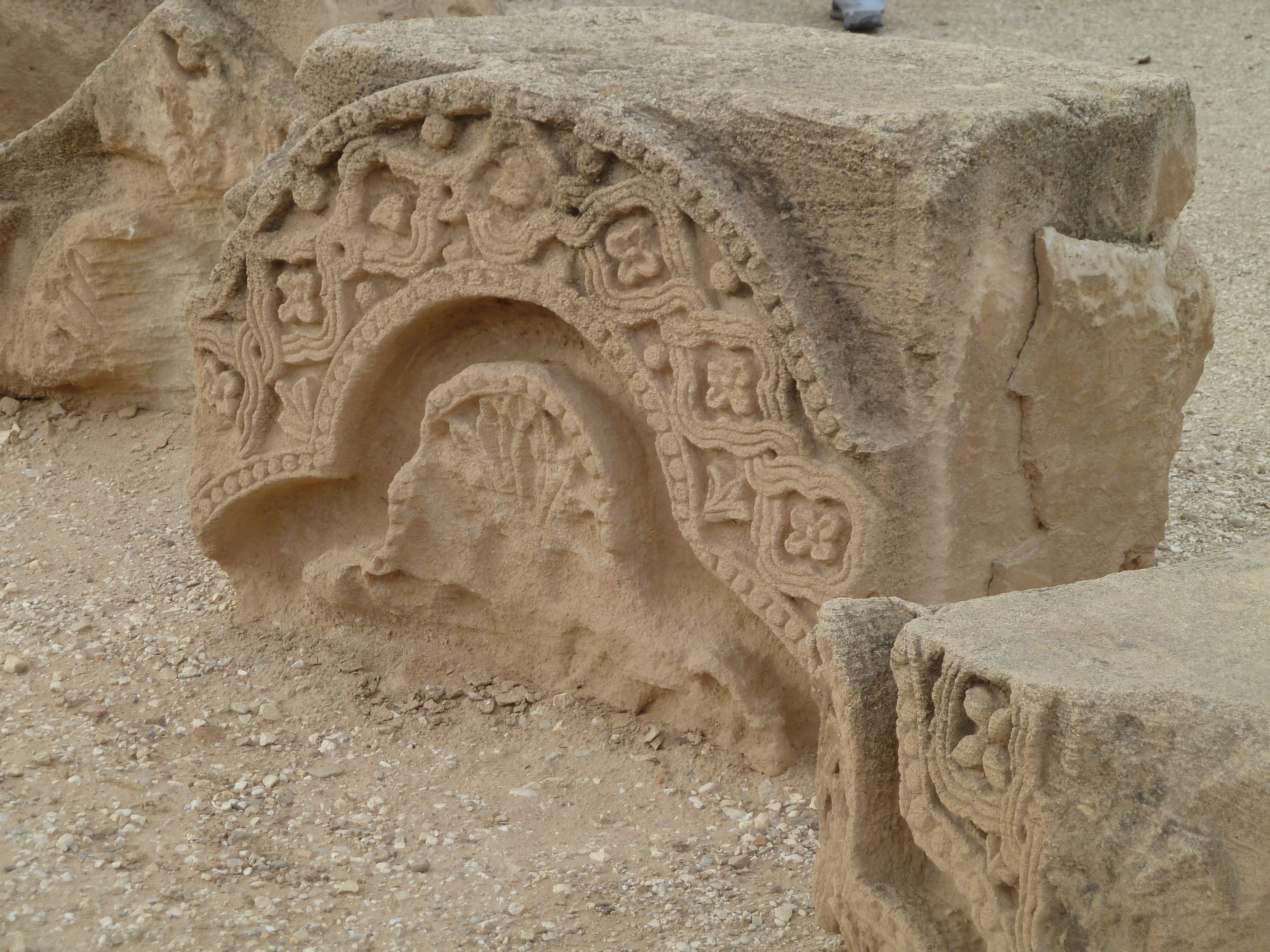
Ejemplo de la decoración del palacio
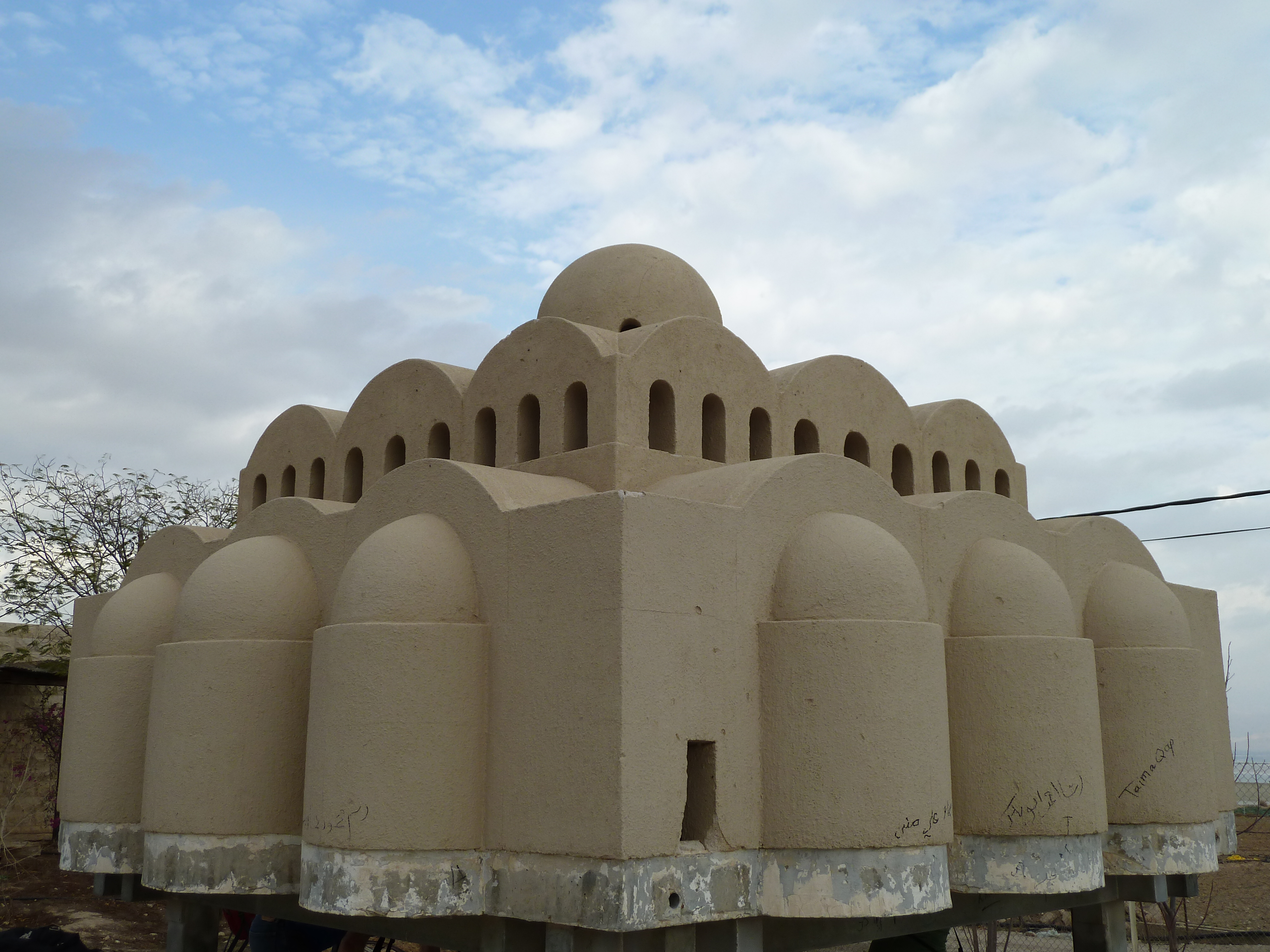
Maqueta de la sala de baños
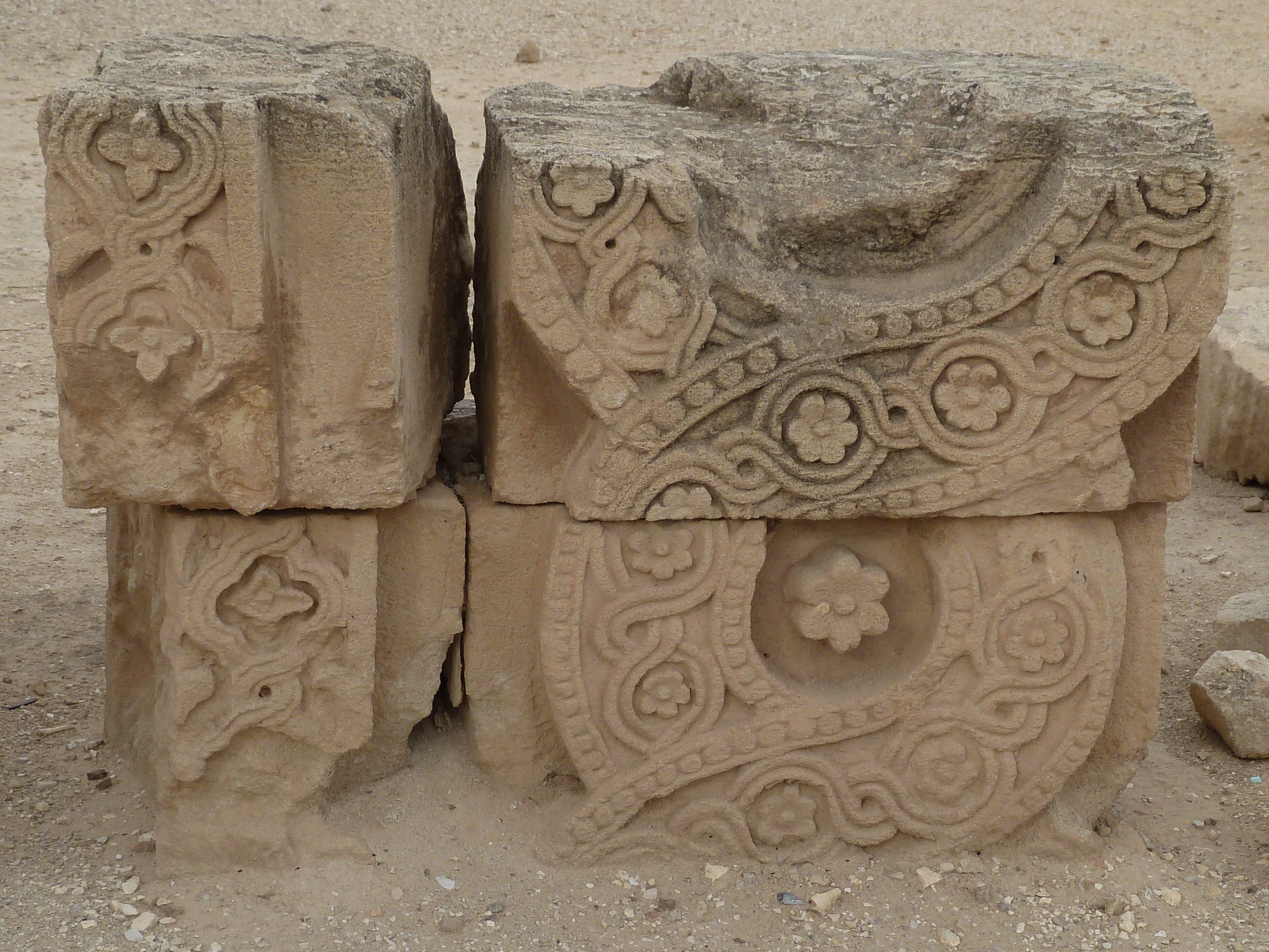
Detalles decorativos
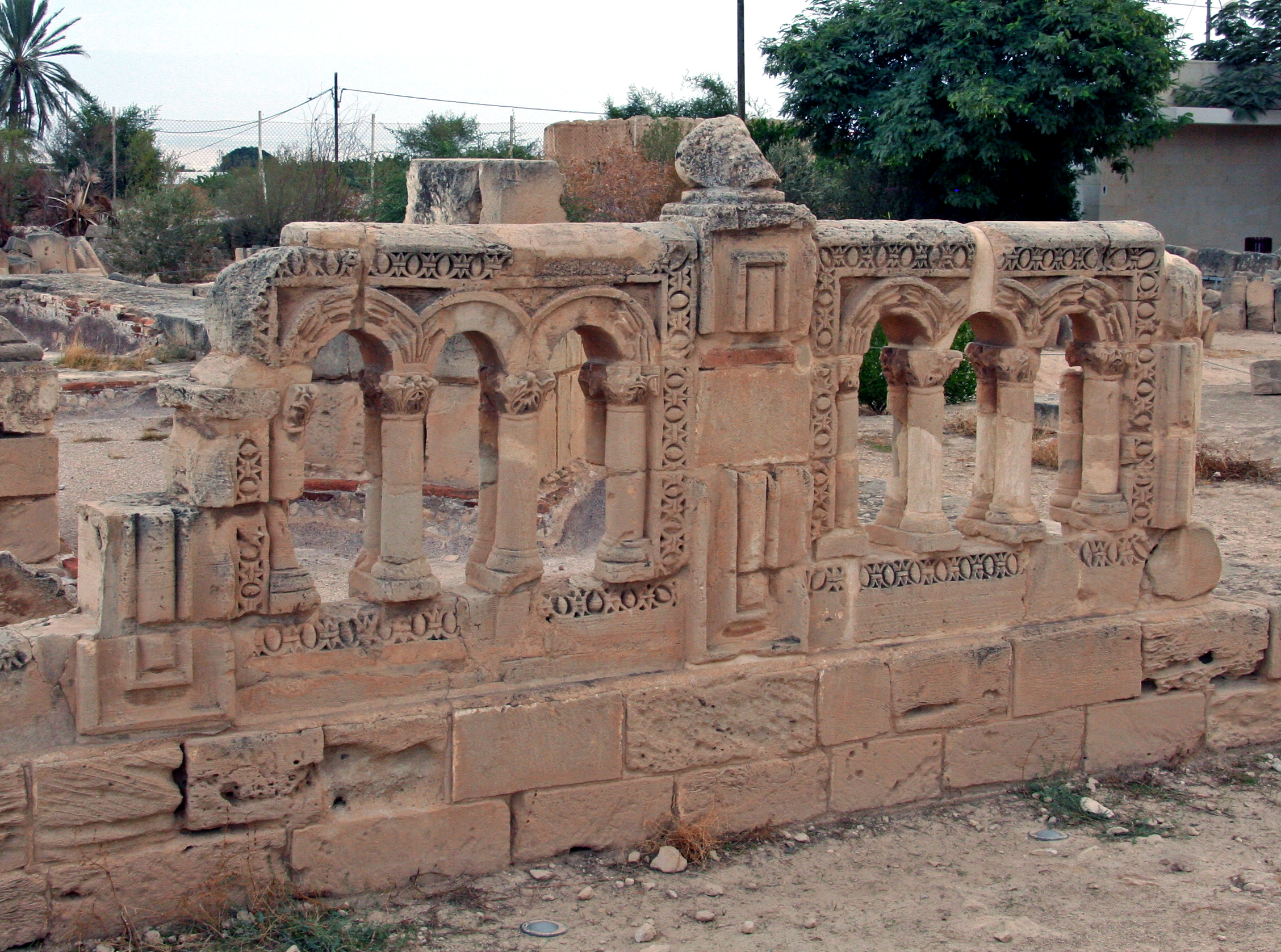
Más detalles decorativos
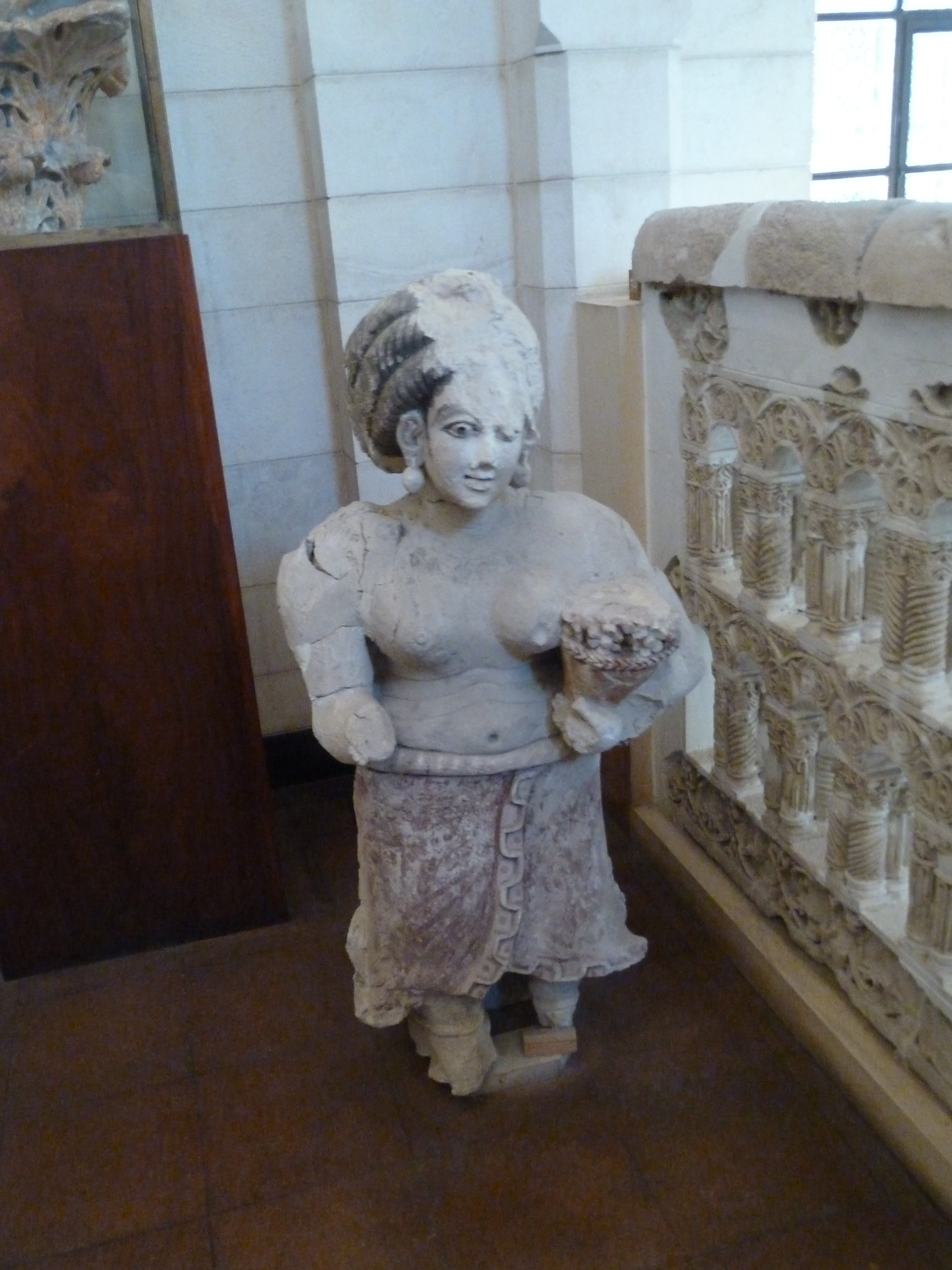
Tallas de figuras humanas